# Batalha de Cochim
A Batalha de Cochim, também as vezes chamada de Segundo Cerco de Cochim, foi uma série de conflitos travados entre março e julho de 1504, com a ocorrência tanto de confrontos navais quanto terrestres, principalmente entre a guarnição portuguesa situada em Cochim, aliada ao próprio Reino de Cochim, e as forças invasoras do Samorim de Calicute com vassalos da costa do Malabar.